# La scuola dei mostri e altri racconti
La scuola dei mostri e altri racconti (Three Shocking Tales of Terror, Book 2) è la nona raccolta di racconti brevi appartenente della serie horror per ragazzi Piccoli brividi, scritta da R. L. Stine. A differenza delle precedenti raccolte, questa, assieme alla precedente Nonna fantasma e altri racconti, è l'unica ad avere tre storie brevi anziché dieci.

## Struttura
Questa raccolta è costituita da tre racconti brevi.

### La scuola dei mostri (Ghoul School)
Liam Erdman comincia la sua nuova avventura dopo il trasloco. Nuova città vuol dire nuove conoscenze, nuovi posti, ma soprattutto... nuova scuola! E Liam, col passare del tempo, si accorge che la scuola che sta frequentando, non è normale come tutte altre. C'è qualcosa di sinistro che lo mette in agguato... Che le minacce di esser mangiato da parte di Elga siano vere?

### La vendetta (The Revenge)
Amelia è arcistufa dell'atteggiamento da bullo che assume Cory Calder nei suoi confronti, e così decide che è giunto il momento di vendicarsi di tutti i torti subiti. Per scegliere accuratamente la vendetta migliore da attuare, Amelia si rivolge a Madame Margo, colei che tutto può. Ma ben presto si renderà conto che, alle volte, vendicarsi non è poi facile come sembra... senza rimetterci la pelle!

### Le mummie viventi (The Mummy with My Face)
Norm e Claire Parker scoprono per la prima volta come ci si sente a stare dentro ad un luogo in cui nessuno metteva piedi da migliaia di anni. Si avventurano in una gigantesca piramide e lì, tra mille peripezie, riescono a raggiungere una stanza piena di tesori. "Siamo ricchi" esclamerà Norm, ma non sa che gli antichi egizi erano talmente affezionati ai loro averi, da tornare anche dal regno dei morti per impedire che qualcuno se ne impossessi.

## Edizioni
- R. L. Stine, La scuola dei mostri e altri racconti, traduzione di Cristina Scalabrini, collana Piccoli brividi, Arnoldo Mondadori Editore, 2000,  p. 124.